# شوغونية توكوغاوا

كامون عائلة توكوغاوا.

شوغونية توكوغاوا أو توكوغاوا باكوفو (باليابانية: 徳川幕)府 أو إيدو باكوفو (江戸幕府) كان نظامًا سياسيًا إقطاعيًا في اليابان أسسه توكوغاوا إياسو وحكمت من قبل الشوغون من بعده من عائلة توكوغاوا.
تعرف الفترة التي ساد فيها هذا النظام بفترة إيدو والتي جاء اسمها من اسم مدينة إيدو (طوكيو حالياً). حكم شوغون توكوغاوا من قلعة إيدو في الفترة الممتدة بين 1603 و1868 حتى انتهت أثناء إصلاح ميجي.